# Lake City (Arkansas)
Lake City település az Amerikai Egyesült Államok Arkansas államában, Craighead megyében, melynek megyeszékhelye is. Lakosainak száma 2326 fő (2020. április 1.).

## Népesség
A település népességének változása:

| 2010 | 2 082 |
| 2020 | 2 326 |